# هيو روي كولين
هيو روي كولين (بالإنجليزية: Hugh Roy Cullen)‏ هو شخصية أعمال أمريكي، ولد في 3 يوليو 1881 في مقاطعة دينتون في الولايات المتحدة، وتوفي في 4 يوليو 1957 في هيوستن في الولايات المتحدة.